# Військовий ординаріат

Мотив герба військових капеланів

Військо́вий ординаріа́т (лат. Ordinariatus Militaris) — у Католицькій церкві територіальна одиниця, прирівняна до діоцезії (єпископства). Існує для пастирської опіки над військовослужбовцями-католиками. Підпорядковується безпосередньо Папі римському. Очолюється прелатом, зазвичай титулярним або діоцезальним єпископом. За рангом відповідає апостольському вікаріату. У країнах з малою кількістю військовослужбовців-католиків має ранг діоцезії, але не керує парафіями територіальної юрисдикції. У збройних силах Бразилії, Італії та США має ранг архідіоцезії, очолюється архієпископом.

## Список
За даними на початок 2011 року в Католицькій церкві існують 36 військових ординаріатів, з них 15 в Європі, 11 в Південній Америці, 3 в Азії, 3 — в Африці, 2 — в Північній Америці і по одному — в Австралії та Новій Зеландії.

### Азія
- Військовий ординаріат Індонезії
- Військовий ординаріат Філіппін
- Військовий ординаріат Південної Кореї

### Америка
- Військовий ординаріат Аргентини
- Військовий ординаріат Болівії
- Військовий ординаріат Бразилії
- Військовий ординаріат Венесуели
- Військовий ординаріат Домініканської Республіки
- Військовий ординаріат Канади
- Військовий ординаріат Колумбії
- Військовий ординаріат Парагваю
- Військовий ординаріат Перу
- Військовий ординаріат Сальвадору
- Військовий ординаріат США
- Військовий ординаріат Чилі
- Військовий ординаріат Еквадору

### Африка
- Військовий ординаріат Кенії
- Військовий ординаріат Уганди
- Військовий ординаріат Південної Африки

### Європа
- Військовий ординаріат Австрії
- Військовий ординаріат Бельгії
- Військовий ординаріат Боснії і Герцеговини
- Військовий ординаріат Великої Британії
- Військовий ординаріат Угорщини
- Військовий ординаріат Німеччині
- Військовий ординаріат Іспанії
- Військовий ординаріат Італії
- Військовий ординаріат Литви
- Військовий ординаріат Нідерландів
- Військовий ординаріат Польщі
- Військовий ординаріат Португалії
- Військовий ординаріат Словаччини
- Військовий ординаріат Франції
- Військовий ординаріат Хорватії

### Океанія
- Військовий ординаріат Австралії
- Військовий ординаріат Новій Зеландії